# Симонка
Симонка  — деревня в Андреапольском районе Тверской области. Входит в Хотилицкое сельское поселение.

## География
Расположена примерно в 4 верстах к югу от села Хотилицы на берегу реки Любутка.

## История
В конце XIX - начале XX века деревня в Торопецком уезде Псковской губернии.

## Население
| 2002 | 2010 |
| ---- | ---- |
| 4    | ↘1   |